# 圖杜林納鄉
圖杜林納鄉，曾是愛沙尼亞東維魯縣的一個鄉村型市镇，位於該國東北部，行政中心設於圖杜林納，面積270平方公里，2006年人口629，人口密度每平方公里2.3人。
2017年爱沙尼亚行政改革后，圖杜林納市镇与其他市镇合并成阿卢塔古塞市镇。